# Stretto di Manipa
Lo stretto di Manipa (indonesiano: Selat Manipa) è un braccio di mare che separa l'isola di Buru, ad ovest, dalle isole Manipa, Kelang, Ambon e Ceram, ad est. Lo stretto, lungo circa 70 km e con una larghezza minima di 27 km, collega il mar di Ceram, a nord, con il mar di Banda, a sud. Principale centro e più importante porto sullo stretto è Namlea, situato all'entrata settentrionale dello stretto, sulla costa di Buru.